# Gengszterbirodalom
A Gengszterbirodalom (eredeti cím: The Take) 2009-ben bemutatott négyrészes bűnügyi televíziós drámasorozat, mely Martina Cole könyve alapján készült. A főszerepben Tom Hardy látható.

## Cselekmény
A sorozat egy gengszter tündöklését és bukását mutatja be.
Freddie a börtönben jó kapcsolatba kerül Ozzy-val, aki bentről irányítja az alvilági életet. Szabadulása után Freddie is beszáll a körforgásba, de nehézségekbe ütközik, mert Ozzy jobb keze nem nagyon szereti őt, és ezt ki is nyilvánítja. Freddie ezért leszámol vele és a kezébe veszi az irányítást. Ozzy nem nagyon örül ennek, de Freddie társa, Jimmy elsimítja vele a dolgokat. Innentől fogva Jimmy tartja a kapcsolatot Ozzy-val, Freddie pedig a háttérből mozgatja a szálakat.
jimmy és Freddie rokonok, együtt nőttek fel, tűzbe mennének egymásért. De egy idő után a drog is egyre nagyobb szeletet kezd el kiszakítani a piacból, ezért Ozzy be akar szállni. Azonban Freddie megöli a kapcsolattartót, ezért Ozzy úgy dönt, hogy Jimmy-nek adja a drog bizniszt. Ez nem tetszik Freddie-nek, főleg azért, mert Jimmy ezt nem mondta el neki. Ezután elmérgesedik a viszony köztük, és ez odáig fajul, hogy meg akarják egymást ölni.
Freddie feleségét Jackie-nek hívják. Ő érzelmileg ingatag, mert meg akar felelni Freddie-nek, de a férfi fűvel-fával megcsalja őt. Jackie ezért sokat iszik és sokat idegeskedik, de mivel szereti a férjét, nem hagyja el.
Jimmy feleségét Maggie-nek hívják, ő Jackie testvére. Maggie sokkal kiegyensúlyozottabb alkat, nem iszik és viszonylag zökkenőmentesen éli a mindennapjait. Az egyetlen dolog, ami miatt aggódik, hogy Jimmy-vel nem jött össze még a gyerek, és ő már nagyon szeretne. Aztán egy este, amikor Jimmy elutazott, Freddie betör hozzá és megerőszakolja, ezután pedig megszületik Maggie gyereke. Jimmy abban a hitben él, hogy ez az ő gyereke, nem is sejti, hogy mi történt valójában.

## Szereplők
- Tom Hardy - Freddie
- Shaun Evans - Jimmy
- Brian Cox - Ozzy
- Charlotte Riley - Maggie
- Kierston Wareing - Jackie
- Steve Nicolson - Lewis
- Sara Stewart - Patricia
- Margot Leicester - Lena